# Conqueyrac
Conqueyrac ist eine französische Gemeinde mit 115 Einwohnern (Stand 1. Januar 2022) im Département Gard in der Region Okzitanien.

## Geografie
Conqueyrac liegt im dünn besiedelten Westen des Départements Gard zwischen den Kleinstädten Saint-Hippolyte-du-Fort und Quissac. Sie befindet sich in leicht hügeligem Land zwischen den nördlich liegenden Cevennen und der im Süden gelegenen küstennahen Region rund um die Großstadt Montpellier. Die Entfernung nach Montpellier beträgt 39 Kilometer in Luftlinie, während die südöstlich gelegene Großstadt Nîmes 38 Kilometer entfernt ist. Der Vidourle durchfließt das Gemeindegebiet über eine längere Strecke auf seinem Weg von den Cevennen zum Mittelmeer. Zwischen Conqueyrac und Sauve mündet der Rieu Massel als rechter Nebenfluss in den Vidourle. Landschaftlich umfasst das Gemeindegebiet eine von einigen Hügeln gesäumte Ebene, auf welcher sich mehrere kleine Ansiedlungen befinden. Ein Kernort mit dörflichen Strukturen hat sich nicht herausgebildet; die Mairie als Gemeindeverwaltung befindet sich an der Kreuzung der Hauptstraßen D999 und D181 und ist nur von wenigen Wohngebäuden umgeben. Diese Ansiedlung wird teils als Conqueyrac Mairie bezeichnet.
Die Nachbargemeinden von Conqueyrac sind Monoblet und Durfort-et-Saint-Martin-de-Sossenac im Norden, Sauve im Osten, Pompignan im Süden und Saint-Hippolyte-du-Fort im Westen.

### Infrastruktur
Durch die Gemeinde verlaufende D999 bindet Richtung Westen an Saint-Hippolyte-du-Fort sowie Ganges an, während sie Richtung Osten über Sauve und Quissac bis nach Nîmes führt und zudem Verbindungen nach Montpellier herstellt. Die D181 ist Richtung Süden die Verbindung zum Nachbarort Pompignan.

## Geschichte und Kultur
Die zum Gemeindegebiet zählende romanische Kapelle Saint-André ist seit 1973 als Monument historique gelistet. Sie wurde 1256 erstmals erwähnt und zählte zu einer Reihe von kirchlichen Einrichtungen rund um Saint-Hippolyte-du-Fort, die im Spätmittelalter dem Domkapitel von Nîmes gehörten. Sie wurde ebenso wie andere Kirchen bzw. Kapellen der Region aus dem gräulichen Kalkstein des nahegelegenen Dorfes Pompignan gebaut. Das Gebäude befindet sich auf einer abgelegenen Anhöhe oberhalb des Tals des Vidourle. Eine Besonderheit sind ihre Proportionen, durch welche die Apsis und der Chor größer sind als das Kirchenschiff. Ebenfalls aus den Steinen von Pompignan entstand die Kapelle des Weilers Aguzan, welche auch in romanischem Stil gebaut wurde und sich in Privatbesitz befindet.
Am 12. August 2003 wurde an Messpunkten in den Gemeinden Conqueyrac und im rund 20 Kilometer entfernten Saint-Christol-lez-Alès jeweils eine Temperatur von 44,1 °Celsius gemessen. Diese Messung im Kontext der europäischen Hitzewelle 2003 übertraf den damals 80 Jahre alten Höchstwert und wurde zur höchsten jemals in Frankreich gemessenen Temperatur. Ende Juni 2019 wurde dieser Höchstwert an mehreren Orten Südfrankreichs übertroffen und schließlich ein neuer Rekord von 45,9 °Celsius in Gallargues-le-Montueux ebenfalls im Département Gard gemessen.

## Bevölkerungsentwicklung
| Jahr      | 1962 | 1968 | 1975 | 1982 | 1990 | 1999 | 2006 | 2017 |
| --------- | ---- | ---- | ---- | ---- | ---- | ---- | ---- | ---- |
| Einwohner | 91   | 83   | 82   | 123  | 133  | 122  | 104  | 97   |

Die dünne Besiedlung des Gemeindegebiets ist nicht eine Folge moderner Abwanderung, sondern seit Jahrhunderten ohne große Veränderungen gegeben. 1793 wurden 96 Bewohner gezählt und leichte Bevölkerungsverluste in den darauffolgenden Jahren konnten durch die 1809 erfolgte Eingemeindung der zuletzt jeweils weniger als 20 Bewohner zählenden Kommunen Aguzan und Ceirac ausgeglichen werden, sodass die Zahl 1821 bei 103 Einwohnern lag. Ab etwa 1890 weist die Statistik einen deutlichen Bevölkerungsanstieg bis auf 201 Menschen im Jahr 1911 aus, allerdings sank die Zahl bis in die 1950er-Jahre wieder auf das Niveau von rund 100 Bewohnern. Auf diesem Niveau verblieb sie anschließend bei kleineren Schwankungen.